# Новомосковка (Советский район)
Новомоско́вка — хутор в Советском районе Ростовской области.
Входит в состав Советского сельского поселения.

## Население
| 2010 |
| ---- |
| 85   |

## Улицы
На хуторе имеются две улицы — Береговая и Луговая.